# Dukuhtengah (Maleber)
Dukuhtengah is een bestuurslaag in het regentschap Kuningan van de provincie West-Java, Indonesië. Dukuhtengah telt 1108 inwoners (volkstelling 2010).